# 니케아 제국
니케아 제국(그리스어: Βασίλειον τῆς Νίκαιας)은 제4차 십자군 이후 동로마 황제의 딸을 아내로 맞이한 테오도로스 라스카리스가 로마 황제를 자칭하며 계승한 국가였다. 니케아 제국은 동로마 제국을 계승한 국가들 중에 가장 큰 계승국이었으며, 1204년부터 1261년까지 존속했다.

## 역사

### 성립
제4차 십자군이 콘스탄티노폴리스를 점령하고 라틴 제국이 성립되었다. 도망친 황제 알렉시오스 3세의 사위인 테오도로스 라스카리스는 비티니아의 니케아로 도망치고 그곳에서 비잔티움의 뒤를 잇는 국가를 만들었다. 이 니케아 후계국 말고도 두 개의 강력한 비잔티움 계승국가가 있었는데 에페이로스 공국과 트라페주스 제국이었다. 그러나 두 나라 모두 콘스탄티노폴리스와 거리가 멀어 실질적인 영향력은 니케아에 못미쳤다.
니케아 제국은 에게해에서 흑해까지 아나톨리아 서부의 넓은 지역의 띠 모양의 영토를 차지했다. 처음에 테오도로스는 라틴 제국에 도전했으나 패하고 1206년에서야 황제에 올랐다.
테오도로스는 자신의 지위를 강화하기 위해 1208년 총대주교좌를 니케아에 설치하고 1219년에는 라틴 제국의 여제(女帝) 플랑드르의 욜란다의 딸 마리아와 결혼했다. 1222년 테오도루스가 죽자 제위는 사위인 요안니스 두카스 바타체스에게 넘어갔다.

### 확장
1230년 에페이로스 공국이 불가리아에게 복속되고 트라페주스 제국이 힘을 잃게 되자 실질적인 비잔티움 계승국가는 니케아 하나만 남게 되었다. 요안니스 3세는 영토를 확장하고 1235년 불가리아의 이반 아센 2세와 동맹을 맺어 테살로니카와 에페이로스를 손에 넣었다.
1245년 요안니스는 프리드리히 황제의 딸과 결혼하여 동맹을 맺고 라틴 제국을 압박했다. 1254년 요안니스 3세가 죽고 아들 테오도로스 2세가 즉위하여 불가리아와 싸웠다. 1258년 테오도루스 2세가 죽고 어린 아들 요안니스 4세 두카스 라스카리스가 제위에 올랐는데 유능한 장군 미하일 팔레올로고스가 섭정을 맡았다. 같은해 12월 25일에 정적들을 제거한 미하일 팔레올로고스는 요안니스 4세와 공동황제로 즉위함으로써 니케아 제국을 완전히 장악했다.

### 비잔티움의 부활
미하일 팔레올로고스는 시칠리아의 공격과 라틴 제국의 공격을 잘 방어하고 자신의 권력 기반을 다진 후 1260년 콘스탄티노폴리스의 수복을 천명하고 공격에 들어갔다. 미하일은 베네치아 공화국의 적인 제노바와 동맹을 맺고 콘스탄티노폴리스를 공격하여 1261년 7월 수도를 점령하고 라틴인들을 콘스탄티노폴리스에서 몰아내는 데 성공했다. 그는 미카일 8세로 등극하여 동로마 제국의 부활을 선포했다.

## 니케아 제국의 동로마 황제
- 콘스탄티노스 라스카리스 (1204년 통치) – 공식적인 즉위는 없었음
- 테오도로스 1세 라스카리스 (Θεόδωρος Α' Λάσκαρης) (1174 - 1222, 재위 : 1204 - 1222) – 알렉시오스 3세의 사위
- 요안니스 3세 두카스 바타치스 (Ιωάννης Γ' Δούκας Βατάτζης) (1192 - 1254, 재위 : 1222 - 1254) – 테오도루스 1세의 사위, 뇌전증 환자
- 테오도로스 2세 라스카리스 (Θεόδωρος Β' Δούκας Λάσκαρης) (1221 - 1258, 재위 : 1254 - 1258) – 요안니스 3세의 아들
- 요안니스 4세 라스카리스 (Ιωάννης Δ' Δούκας Λάσκαρης) (1250 - 1305, 재위 : 1258 - 1261) – 테오도로스 2세의 아들, 미하일 8세에 의해 폐위되어 실명당하고 감옥에 갇힘
- 미하일 8세 팔레올로고스 (Μιχαήλ Η' Παλαιολόγος) (1224 - 1282, 재위 : 1259 - 2) – 스트라테고스(Strategos); 요안니스 4세의 섭정이자 공동황제; 알렉시오스 3세의 증손자, 1261년 동로마 제국을 부활시킴

## 같이 보기
- 라스카리스 왕조

## 참고 문헌
- 에드워드 기본 (1776). 《The History of the Decline and Fall of the Roman Empire》 [로마제국 쇠망사].
- 존 줄리어스 노리치 (1988). 《Byzantium; v. 3: The Decline and Fall》 [비잔티움 연대기. 3: 쇠퇴와 멸망].